# 1-й Земельный переулок
Пе́рвый Земе́льный переу́лок — улица в центре Москвы на Пресне между улицей 1905 года и Ходынской улицей.

## Происхождение названия
Первым переулок стал из 2-го Земельного (ибо бывший 1-й Земельный перестал существовать). Это название переулки (до 1953 года — проезды) получили в 1922 году при перепланировке новых городских земель. До этого они назывались Воскресенскими — по проходившему рядом Воскресенскому шоссе (ныне Хорошёвское шоссе).

## Описание
1-й Земельный переулок проходит от улицы 1905 года на северо-восток до Ходынской улицы.

## Здания и сооружения
По нечётной стороне:
- Дом 7/2 — такси «Класс К»;

По чётной стороне: